# Собака Бастера идёт на помощь
«Собака Бастера идёт на помощь» — немой короткометражный комедийный фильм Джорджа Альберта Смита. Премьера состоялась в США 1904 года.

## Сюжет
Мальчик Бастер хочет взять кусок торта, но няня ему не разрешает. Когда она уходит, Бастер берёт торт, но его застаёт мать. Мать порет его и Бастер плачет. Тогда он зовёт свою собаку и собака достаёт ему торт.